# Kivikoskibäcken

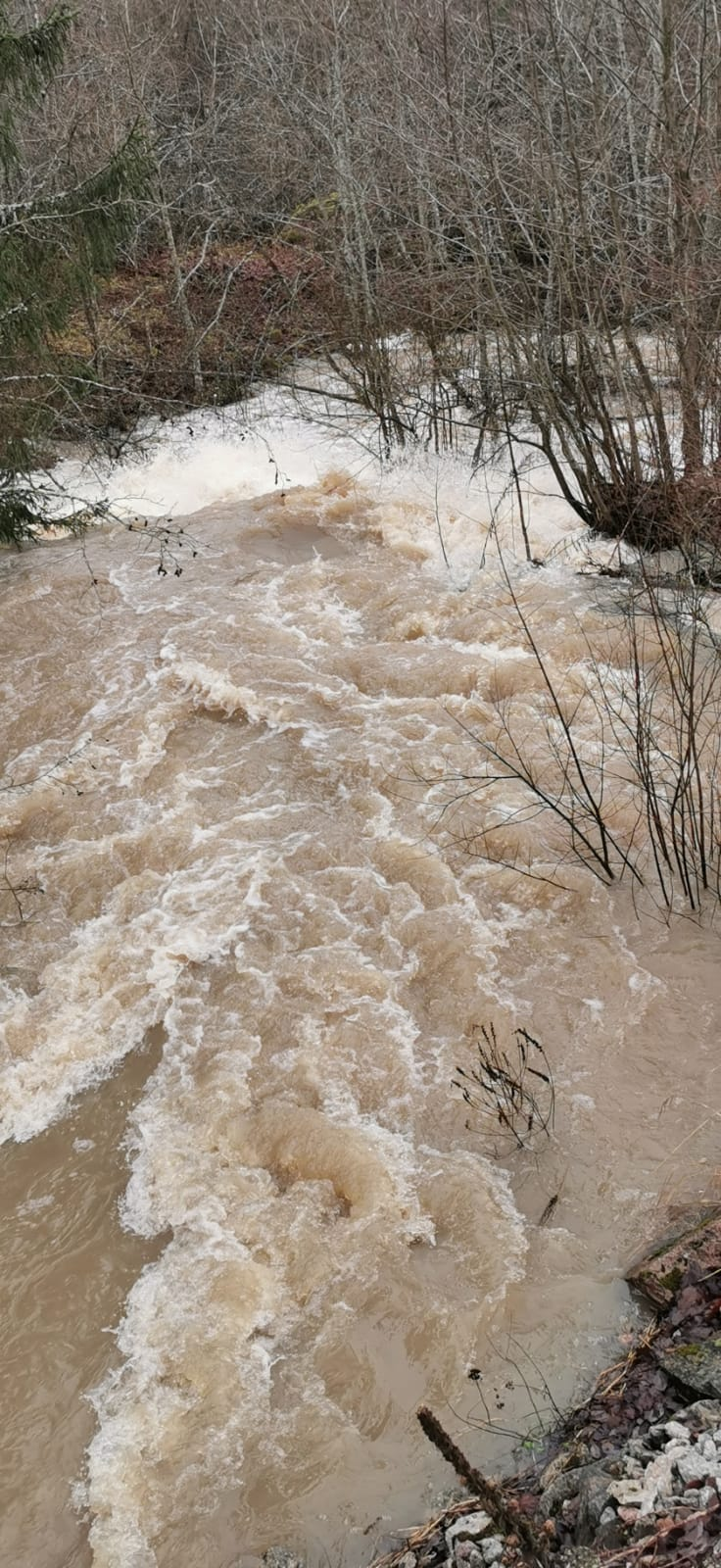

Kivikoskibäcken (ibland även: Stenforsbäcken, på finska: Kivikoskenpuro eller Tuhkurinoja) är en 13,5 kilometer lång bäck i Nyland i Finland. Bäcken har sitt ursprung i Lojo och rinner genom byarna i Immula, samt med Sauvonlampi och Välimeri. Därifrån fortsätter bäcken till Paunis och Sjundeås Nyby och den mynnar ut i Lempansån. Lempansån mynnar i sin tur ut i Kyrkån och därefter i Pickalaviken.
Kivikoskibäcken är delad i 18 delar. I bäcken finns det flera forsar varav den största är Nyby fors i Nyby by i Sjundeå. Nyby fors har ett cirka fyra meter högt fall. Rörande djurlivet finns det bland annat laxöringar och uttrar som lever i Kivikoskibäcken. Bäcken är en del av Sjundeå ås skyddsprogram.

## Historia
Kivikoskibäcken rinner genom många byar och den har förr varit en viktig vattenled för byborna. Det var möjligt att åka till Pickalavikens gamla marknadsplats med stockbåtar via Kivikoskibäcken. För detta krävdes det dock att stockbåtar bars över forsarna.
Bäckens vattenkraft har också använts för bland annat kvarnar. Det är också mycket troligt att en av Finlands första järnbruk, Svidja bruk, har funnits i Nyby. Det antas att bruket använde vattenkraft från Nyby fors. På samma plats har Nyby kvarn funnits senare. Kvarnens ruin är en fast fornlämning som är skyddad enligt lag.

## Bilder

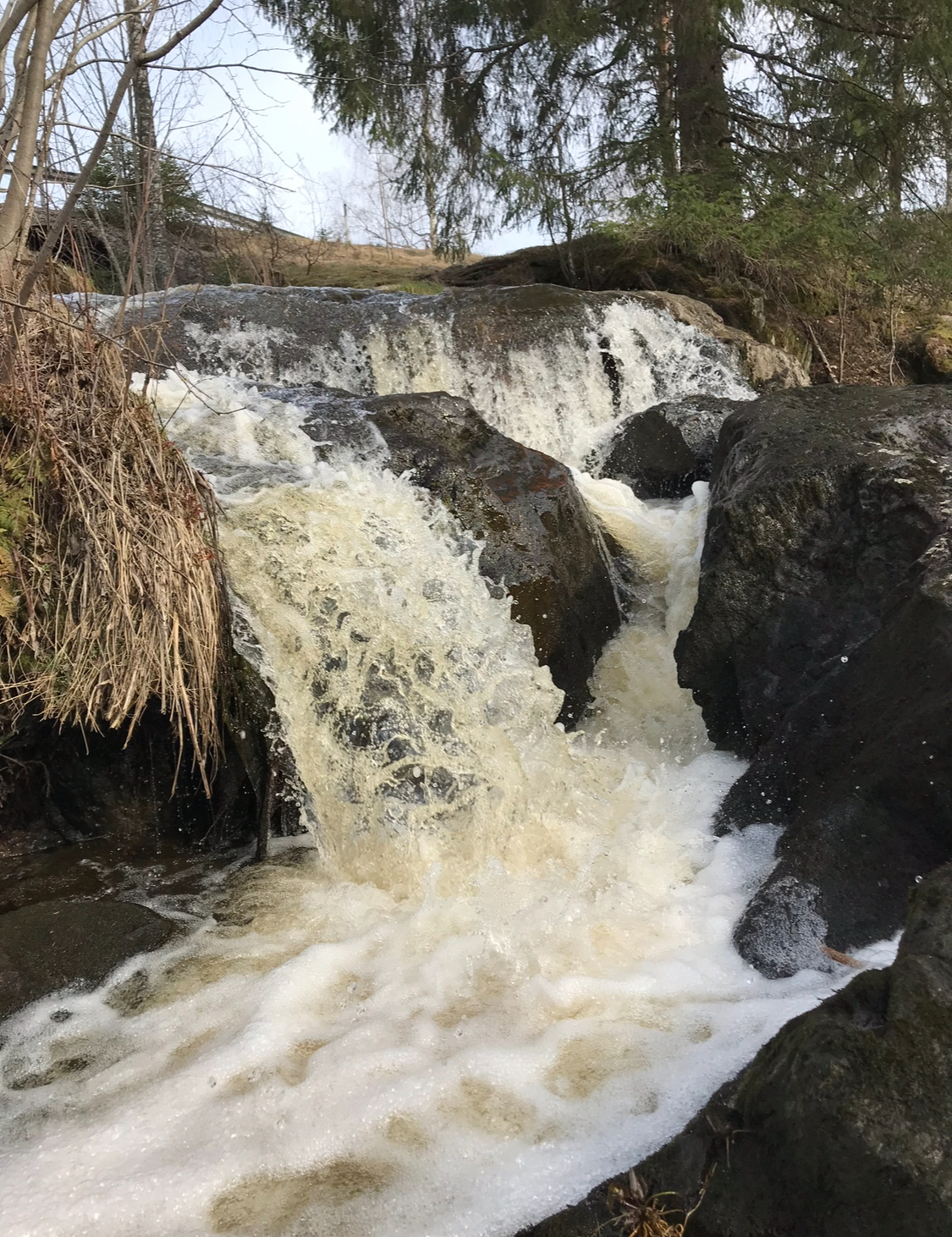
Forsen i Nyby.
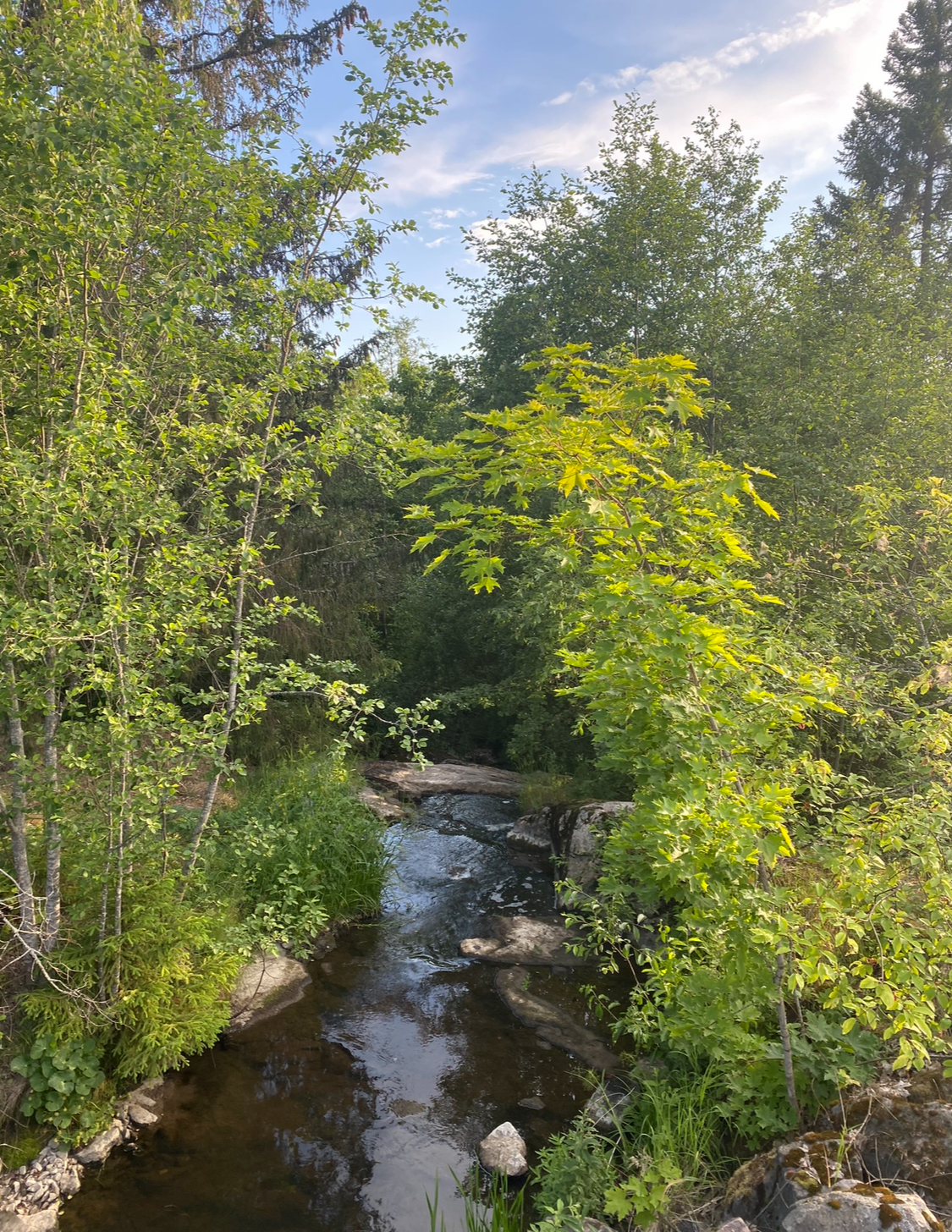
Kivikoskibäcken på sommaren sett från Nyby bro.
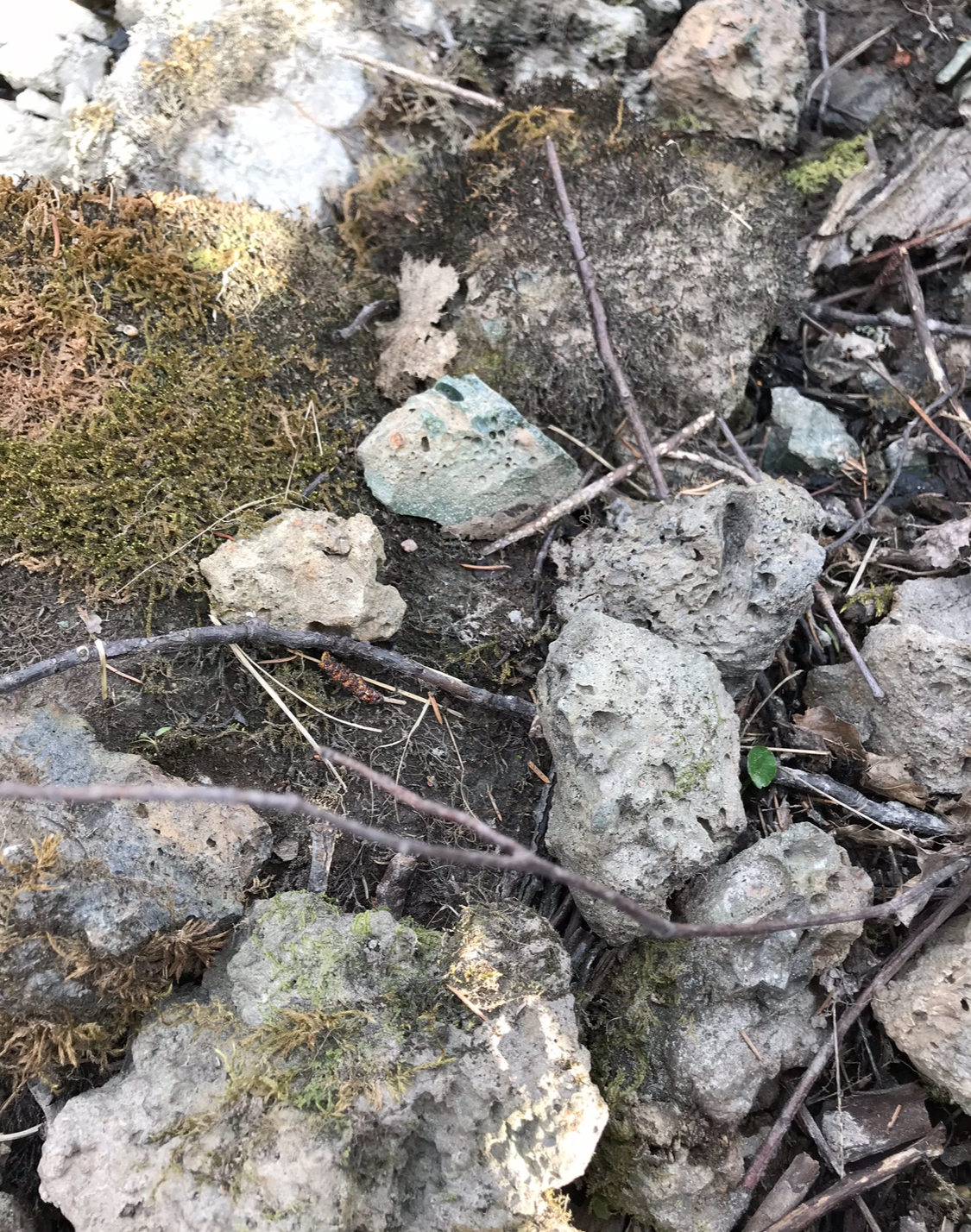
Slagg vid Kivikoskibäcken i Nyby.
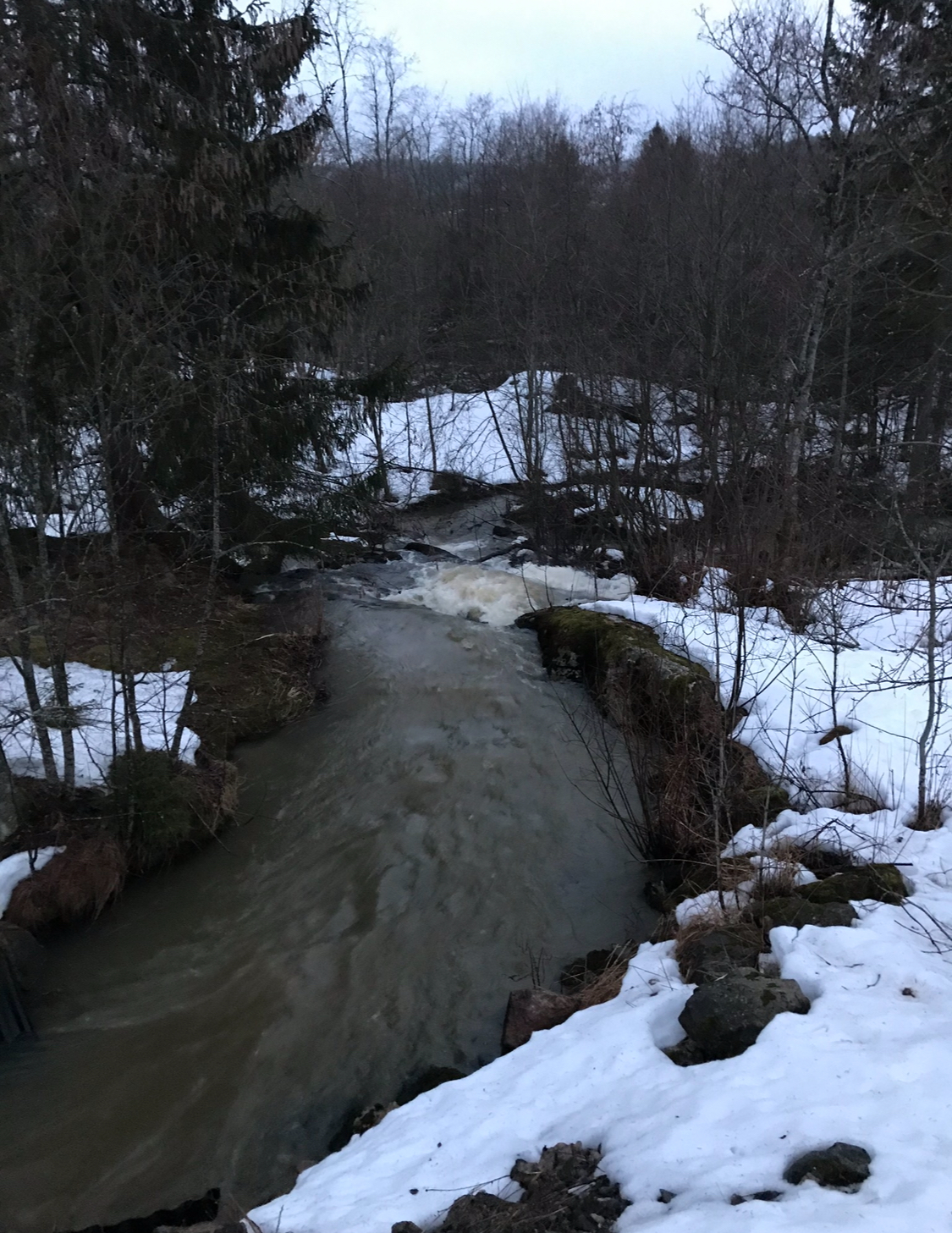
Kivikoskibäcken på vintern.
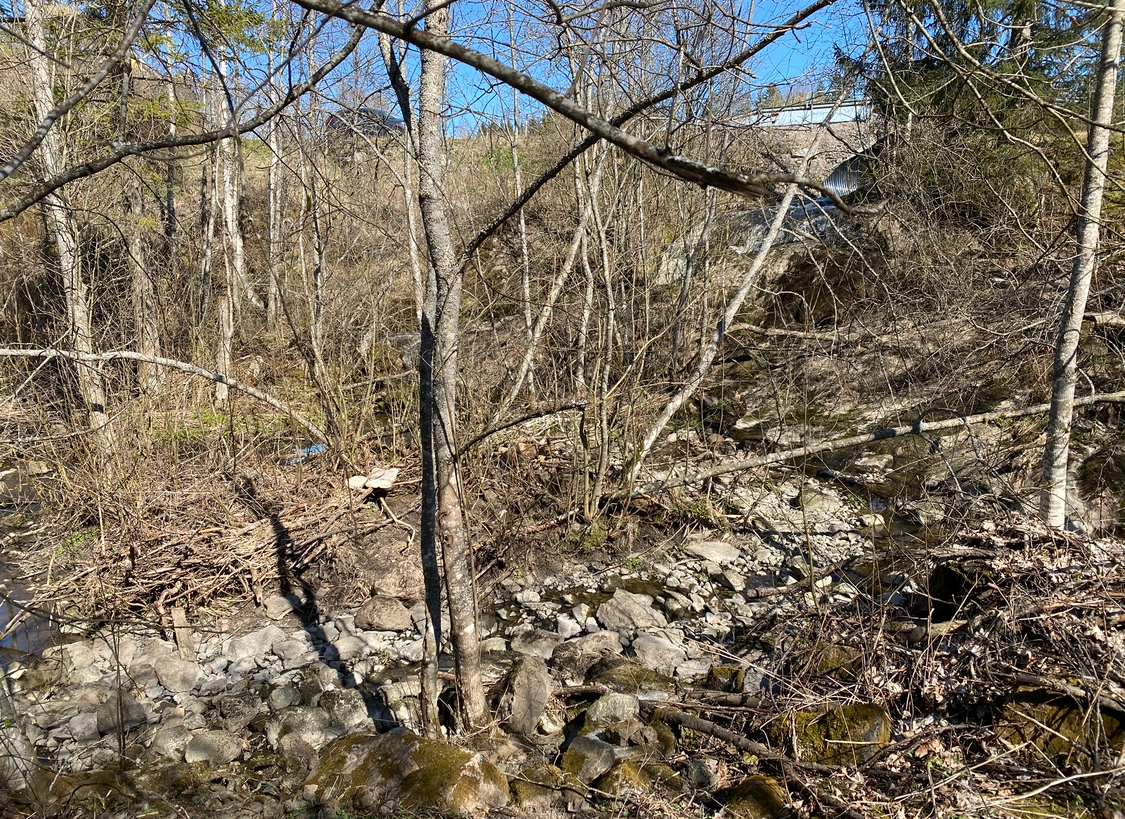
Ruiner av Nyby kvarn vid Kivikoskibäcken.